# Worldline
Wordline er en international virksomhed inden for betalingssystemer med hovedkvarter i Frankrig (Bezons, nær Paris). Virksomheden beskæftiger sig med design, levering og drift af skræddersyede tjenester til brug for en lang række betalingssystemer. Worldlines kunder er finansielle institutioner, virksomheder inden for detailhandel samt offentlige myndigheder. Virksomheden er også engageret inden for bl.a. transport og sundhed og bistår virksomheder med udvikling og drift af betalingssystemer.
Virksomheden er i kraftig vækst og opererer i 17 lande med historisk centrum i Europa. Uden for Europa leverer Worldline betalingsløsninger og services til de største banker i Asien og Stillehavsområdet .
Wordline er ejet af den globale it-virksomhed Atos, og havde en omsætning på 1,1 milliarder euro i 2012 og beskæftiger mere end 7.100 medarbejdere globalt.

## Historie
Virksomheden har været kendt som Worldline siden juli 2013, men har en historie, der går over 40 år tilbage. I 1973 indgik selskabet den første aftale nogensinde om behandling af kortbaserede bankforretninger (det franske Carte Bleue betalingskort).
- 1991¬: Efter flere opkøb af forretningsaktiviteter, bliver selskaberne Segin, SITB og Sodinforg kombineret for at skabe Axime, en fransk leder i behandling af telematik, CRM-systemer og betaling.
- 1997: Axime og Sligos fusionerer og skaber Atos. Worldlines portefølje bliver væsentligt udvidet med Sligos aktiver og ekspertise.
- 2004: Flere opkøb og fusioner bliver iværksat (Atos Origin Multimedia, Atos Origin Processing services, Atos Euronext Payment Solutions, Atos Origin Payment Solutions, Atos Origin Transaction Processing Services), hvilket giver Worldline flere aktiver og en større portefølje. Virksomheden (Atos Worldline) opererer nu i Frankrig og Tyskland.
- 2006: Atos Worldline køber Banksys og BCC (Bank Card Company), de førende belgiske virksomheder inden for betalingstjenester, og bliver derefter det største europæiske betalingsselskab.
- 2009: Omfanget af Atos’ globale tilstedeværelse gør det muligt for Worldline at operere for kunder i Spanien, Holland, Storbritannien og Asien.
- 2010: Atos Worldline erhverver Venture Infotek og entrerer i Indien, ét af de hurtigst voksende markeder i verden
- 2013 Atos Worldline ændrer navn til Worldline

## Ekstern henvisning
- Hjemmeside − worldline − e-payment services Arkiveret 12. november 2013 hos  Wayback Machine

48°53′25″N 2°14′09″Ø / 48.8902092°N 2.2359553°Ø
1. ↑  Navnet er anført på bokmål og stammer fra Wikidata hvor navnet endnu ikke findes på dansk.